# Sitta (geslacht)
Sitta is een geslacht van zangvogels uit de familie van de boomklevers (Sittidae). 

## Leefwijze
Hoewel boomklevers qua gedrag en qua uiterlijk enige gelijkenis met de spechten vertonen, zijn ze in werkelijkheid niet verwant. De meeste soorten bewegen zich omhoog en omlaag langs stammen en takken van bomen (spechten klimmen alleen omhoog). Ze hebben stevige poten en een stevige snavel. Ze steunen niet, zoals spechten, op hun staart.

## Verspreiding en leefgebied
De soorten komen verspreid voor in Europa, Azië en Noord-Amerika. In de Lage Landen komt maar één soort voor: de Europese boomklever (Sitta europaea).

## Status
Acht soorten hebben een rode lijst status: witbrauwboomklever, Algerijnse boomklever, Yunnanboomklever, Turkse boomklever, prachtboomklever, reuzenboomklever, Corsicaanse boomklever en geelsnavelboomklever.

## Taxonomie
De wetenschappelijke naam van het geslacht werd in 1758 gepubliceerd door Carl Linnaeus in de tiende editie van Systema naturae. Hij nam de naam Sitta over van diverse eerdere auteurs, onder wie Conrad Gesner, Ulisse Aldrovandi, Francis Willughby en John Ray. Linnaeus plaatste één soort in het geslacht, die daarmee automatisch de typesoort werd: Sitta europaea.
De Corsicaanse boomklever, Canadese boomklever, Turkse boomklever en Chinese boomklever werden lange tijd beschouwd als relictpopulaties van één en dezelfde soort, de "zwartkopboomklever". De Algerijnse boomklever werd pas in 1973 ontdekt. IOC birdnames beschouwt deze vijf als aparte soorten. Op basis van moleculair genetisch onderzoek uit 1998 wordt verondersteld dat de Canadese, Corsicaanse en de Chinese boomklever drie zeer nauw verwante soorten (een clade) zijn, en de Turkse en de Algerijnse boomklever een clade die daaraan weer het nauwst verwant is.

## Soorten
- Sitta arctica – Siberische boomklever
- Sitta azurea – Zwartbuikboomklever
- Sitta canadensis – Canadese boomklever
- Sitta carolinensis – Witborstboomklever
- Sitta cashmirensis – Kashmirboomklever
- Sitta castanea – Bruine boomklever
- Sitta cinnamoventris – Kaneelbuikboomklever
- Sitta europaea – Boomklever
- Sitta formosa – Prachtboomklever
- Sitta frontalis – Pluchekapboomklever
- Sitta himalayensis – Witstaartboomklever
- Sitta insularis – Bahamaboomklever
- Sitta krueperi – Turkse boomklever
- Sitta ledanti – Algerijnse boomklever
- Sitta leucopsis – Witwangboomklever
- Sitta magna – Reuzenboomklever
- Sitta nagaensis – Kastanjebuikboomklever
- Sitta neglecta – Birmese boomklever
- Sitta neumayer – Rotsklever
- Sitta oenochlamys – Filipijnse boomklever
- Sitta przewalskii – Przewalski's boomklever
- Sitta pusilla – Bruinkopboomklever
- Sitta pygmaea – Dwergboomklever
- Sitta solangiae – Geelsnavelboomklever
- Sitta tephronota – Grote rotsklever
- Sitta victoriae – Witbrauwboomklever
- Sitta villosa – Chinese boomklever
- Sitta whiteheadi – Corsicaanse boomklever
- Sitta yunnanensis – Yunnanboomklever